# Viola hortorum
Viola hortorum är en violväxtart som beskrevs av Thorsrud och Reisaeter. Viola hortorum ingår i släktet violer, och familjen violväxter. Inga underarter finns listade i Catalogue of Life.